# Domenico Bassi (filologo)
Domenico Bassi (Varallo Sesia, 19 gennaio 1859 – Bellano, 19 marzo 1943) è stato un bibliotecario, filologo classico e papirologo italiano.

## Biografia
Bassi compì i primi studi a Mondovì, poi si iscrisse all'università di Torino e si laureò in lettere nel 1882. Scrisse poi alcuni saggi e studi di argomento mitologico (Saggio sul mito del Sonno, Torino 1883, Saggio sulla leggenda di Aiace Telamonio, in Riv. di filologia e d'istruzione classica, XVIII [1890], pp. 289-364; Saggio su Apollo Moisagete e Apollo Liceo, ibid., XXIII [1895], pp. 145-151, e in Rivista di storia antica e scienze affini, I [1896], pp. 61-74; Manuale sulla mitologia babilonese-assira, Milano 1899; La mitologia classica, Firenze 1912; Mitologia germanica, Milano 1923).
Nel 1893 Bassi dovette lasciare l'insegnamento, per sopravvenuta sordità e divenne bibliotecario presso la Biblioteca Braidense di Milano; lì era direttore il grecista Emidio Martini e Bassi iniziò una collaborazione scientifica con lui: compilarono il Catalogus codicum Graecorum Bibliothecae Ambrosianae (Milano, 1906), che nel 1908 ricevette il premio dei Lincei. Questo catalogo contiene la descrizione di ben 1093 codici, condotta secondo i criteri già codificati da G. Vitelli e E. S. Piccolomini, con cenni sul contenuto dei manoscritti e sul loro aspetto esterno; la bibliografia è aggiornata e amplissimi sono gli indici.
Nel 1906 Domenico Bassi ebbe il posto di direttore dell'Officina dei papiri ercolanensi a Napoli. Nella città partenopea Bassi iniziò un ampio lavoro riguardante il riordinamento dei papiri (più di 1800), l'acquisizione di nuova attrezzatura dell'Officina, la catalogazione descrittiva di tutti i frammenti (ne diede un saggio in Catalogo descrittivo dei papiri ercolanensi, in Riv. di filol. e d'istruzione classica, XXXVI [1908], pp. 477-501), la ripresa dell'edizione critica con riproduzioni fotografiche dei testi in essa contenuti.
Bassi si occupò anche di ricostruire la storia dell'Officina dei papiri e dell'attività dei suoi predecessori sette-ottocenteschi, cui dedicò molti saggi.
Inoltre Bassi studiò anche i tragici e gli oratori greci. Dei latini studiò Quintiliano, di cui diede un Profilo (nei "Profili" dell'editore Formiggini, Roma 1929) e del quale pubblicò in diverse edizioni scolastiche il X libro delle Istituzioni oratorie (1899-1930), Cesare (De Bello gallico, Torino 1912), Fedro, di cui diede l'edizione completa (Torino 1918) e Ovidio (Metamorfosi, 2 voll., Firenze 1918-10). Completò inoltre l'edizione di Le Inedite di Procopio di Cesarea, già iniziata da D. Comparetti e pubblicata nel 1928 (in Fonti per la storia d'Italia, n. 61).
Nel 1926 Bassi chiese di tornare alla Biblioteca Braidense, dove rimase fino al giugno 1933. Negli ultimi anni si dedicò allo studio di Alessandro Manzoni (Lettere inedite di A. Manzoni, in Aevum, V [1931], pp. 35-60, 177-208; Postille del Manzoni, ibid., VI [1932], pp. 225-274) e pubblicò anche un catalogo sui manoscritti manzoniani conservati nella Biblioteca Braidense.
Domenico Bassi morì il 19 marzo 1943 a Bellano, in provincia di Lecco.